# Tony Sylva
Tony Mario Sylva (ur. 17 maja 1975 roku w Guédiawaye) – senegalski piłkarz grający na pozycji bramkarza.

## Kariera klubowa
Tony Sylva swoją karierę klubową rozpoczął w 1993 w klubie ADS Aldo Gentina. W 1994 roku trafił do francuskiego klubu AS Monaco. W 1995 roku został wypożyczony do innego klubu z Francji - Gazélec Ajaccio, a rok później do SAS Épinal. Po powrocie z Épinalu, w którym Sylva grał 10 razy przez trzy lata grał dla Monaco, by w 2001 roku zostać wypożyczonym do AC Ajaccio, w którym to rozegrał 31 spotkań w wyjściowym składzie. W 2004 roku Tony Sylva przeszedł z AS Monaco do Lille OSC. Łącznie w klubie z Monako rozegrał 24 spotkania. W klubie z Lille o wiele lepiej mu się powodziło. Został pierwszym bramkarzem drużyny. Tony Sylva rozegrał łącznie w Lille 103 spotkania. W 2008 roku odszedł do tureckiego Trabzonsporu.

## Kariera reprezentacyjna
Tony Sylva zadebiutował w piłkarskiej reprezentacji Senegalu już w 1999. Gra w niej do tej pory. Dotychczas w reprezentacji swojego kraju wystąpił 83 razy. Był podstawowym zawodnikiem reprezentacji Senegalu na Mistrzostwa Świata w Korei Południowej i Japonii i dotarł z nią do ćwierćfinału.